# Hawryłówka

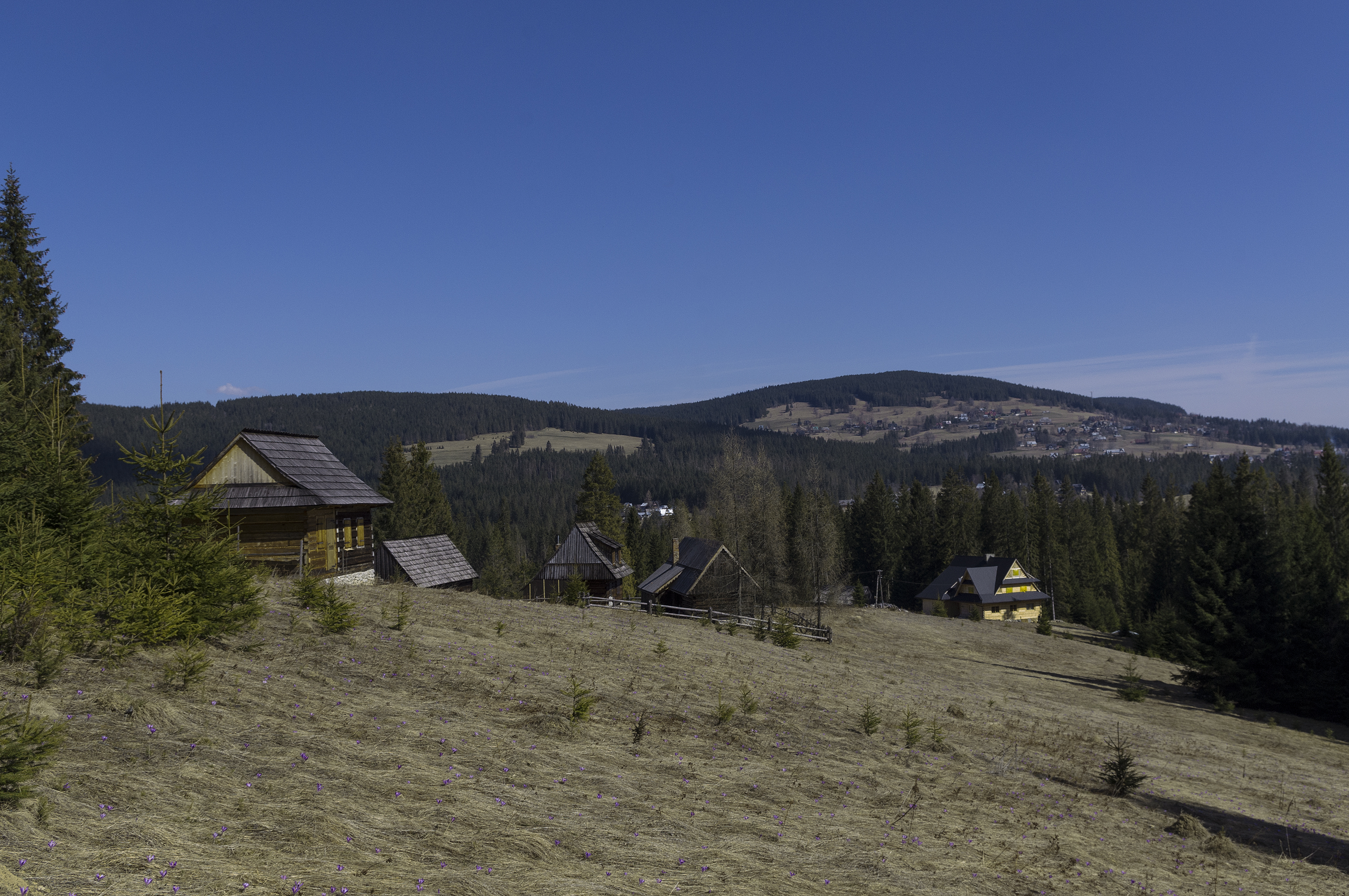
Hawryłówka i widok na Palenicę Kościeliską

Hawryłówka – polana zlokalizowana na orograficznie lewych zboczach doliny Czarnego Dunajca, pomiędzy potokami Siwa Woda i Przybylanka. Położona jest na wysokości ok. 885–940 m n.p.m., w niedużej odległości od szosy Kościelisko – Czarny Dunajec.  Od szosy tej do  polany prowadzi droga gruntowa (zaczyna się w lesie na południowy wschód od polany Pod Jaworki. Przez Hawryłówkę można tą drogą dojść do polany Molkówka.
Hawryłówka notowana jest w dokumentach z 1720 jako własność sołtysów o nazwisku Leja, pochodzących z miejscowości Podczerwone. Nazwa polany pochodzi od nazwiska Hawryło, które występuje w pobliskich miejscowościach, w Chochołowie notowane było już w 1742. W języku ukraińskim Hawryło oznacza imię Gabriel. Być może wcześniej właścicielem polany był Hawryło i stąd jej nazwa. Na polanie znajdują się domy mieszkalne, szałasy i stodoły. Polana jest nadal użytkowana gospodarczo. Administracyjnie należy do wsi Witów. Pod względem geograficznym znajduje się w Rowie Podtatrzańskim, w jego części zwanej Rowem Kościeliskim.

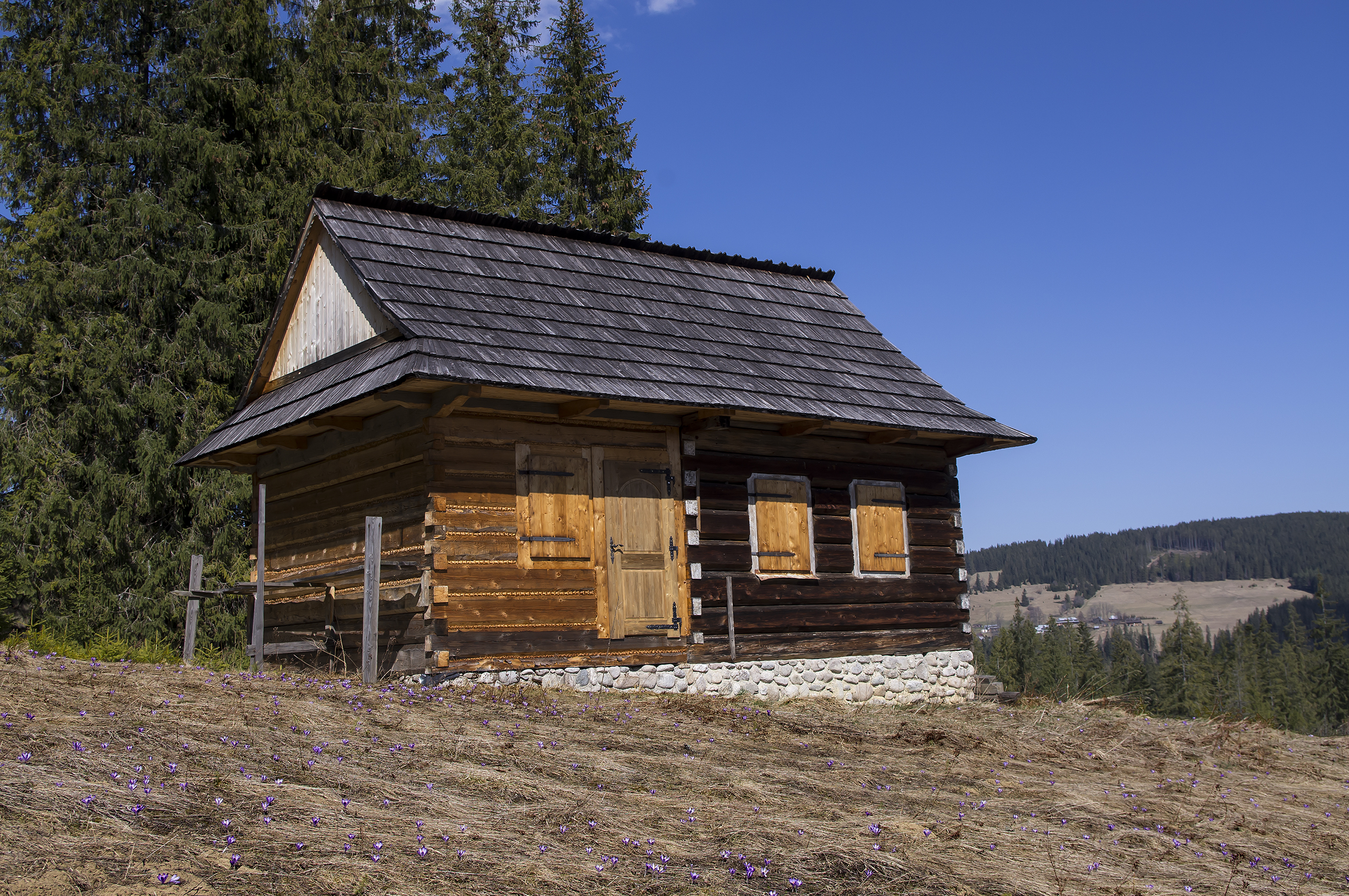
Jeden z odremontowanych budynków